# Ojo de Halcón
Hawkeye (Clinton Francis «Clint» Barton) — en España también conocido como Ojo de Halcón —, es un superhéroe ficticio que aparece en los cómics estadounidenses publicados por Marvel Comics. Creado por el escritor Stan Lee y el artista Don Heck, el personaje apareció por primera vez como un villano en Tales of Suspense # 57 (septiembre de 1964) y más tarde se unió a Los Vengadores en The Avengers # 16 (mayo de 1965). Desde entonces ha sido un miembro destacado de varios equipos de Vengadores, fundó los Vengadores de la Costa Oeste, se casó brevemente y luego se divorció de Bobbi Morse / Pájaro Burlón, adoptando el alias Ronin después de su muerte y resurrección antes de ser mentor de Kate Bishop como su sucesora como Hawkeye. También ocupó el puesto # 44 en la lista de los 100 mejores héroes de cómics de IGN.
Jeremy Renner interpreta al personaje en el Universo cinematográfico de Marvel. Renner primero hizo un cameo no acreditado en Thor (2011) y más tarde jugó un papel más grande en The Avengers (2012), Avengers: Age of Ultron (2015), Capitán América: Civil War (2016) y Avengers: Endgame (2019). Además, Renner expresa versiones alternativas de la línea de tiempo del personaje en la serie animada de Disney+ What If ...? (2021) y retrata al personaje de la serie Hawkeye (2021).

## Creación
Cuando se le preguntó qué inspiró su creación de Hawkeye, Heck dijo que el personaje "era casi como un personaje tipo Robin Hood y lo vi así".

## Historial de publicaciones
Hawkeye fue presentado como un villano reacio en Tales of Suspense # 57 (septiembre de 1964). Después de dos apariciones más como villano en Tales of Suspense #60 y #64 (diciembre de 1964 y abril de 1965), Hawkeye se unió a las filas de los Vengadores en The Avengers #16 (mayo de 1965). Hawkeye se convirtió en un miembro perenne del equipo y ha hecho numerosas apariciones en los cinco volúmenes ((vol. 1) (1963–1996), (vol. 2) (1997), (vol. 3) (1999–2004), (vol. 4) (2010-2013) y (vol. 5) (2013-presente)), incluidos números especiales y anuales, así como en The Ultimates. Sin embargo, la presencia de Hawkeye en los Vengadores, tanto en el equipo como en la serie, fue esporádica durante casi una década a partir de principios de 1973. Steve Englehart, el escritor de los Vengadores en el momento de la partida de Hawkeye, explicó: "Cuando hice que Hawkeye dejara a los Vengadores, me gustaba, pero quería probar un enfoque diferente, por lo que su partida encajaba con lo que estaba tratando de hacer".

## Historia
Clint Barton nació en Waverly, Iowa. A una edad joven perdió a sus padres en un accidente automovilístico. Después de seis años en un orfanato, Clint y su hermano Barney se escaparon para unirse al Carnaval Viajero de Maravillas Carson. Clint pronto llamó la atención del Espadachín, que tomó al niño como su asistente. Junto con la ayuda de Trick Shot, el espadachín entrenador, Clint decide convertirse en un maestro arquero. Clint encontró, más tarde, al espadachín malversando del dinero de la feria. Antes de que pudiera entregar a su mentor a las autoridades, Clint fue golpeado y tomado por muerto, permitiendo que el espadachín escapara de la ciudad. La relación de Clint con su hermano Barney y Trick Shot, pronto se deterioró.
Clint adaptó sus habilidades de tiro con arco para convertirse en una atracción de carnaval estrella, un maestro arquero llamado "Ojo de Halcón", también conocida como “El tirador más grande del mundo”. Pasó algún tiempo como miembro del Circo de Ringmaster, antes de unirse al Circo de Coney Island. Fue testigo de Iron Man en acción y se inspiró para convertirse en un héroe disfrazado. Sin embargo, después de un malentendido en su primera aparición, Ojo de Halcón fue acusado de robo y catalogado de criminal. En la huida, el ingenuo Ojo de Halcón se topó con la Viuda Negra, una espía de la Unión Soviética, de la que se enamoró. Siguiendo ciegamente a la Viuda Negra, Ojo de Halcón la ayudó en su intento de robar la tecnología desarrollada por Tony Stark. En una de sus batallas con Iron Man, la Viuda Negra resultó gravemente herida. Ojo de Halcón la rescató y huyó de la batalla para salvar su vida. Pero antes de que Ojo de Halcón pudiera llevarla a un hospital, la Viuda Negra desapareció. Ojo de Halcón decidió ser un "tirador recto" a partir de entonces.

### Los Vengadores
Ojo de Halcón más tarde rescata a Edwin Jarvis y su madre de un asaltante. En agradecimiento, Jarvis invita a Ojo de Halcón a la Mansión de los Vengadores y se inicia una etapa de una confrontación para permitirle al arquero limpiar su nombre y ganarse la confianza de los Vengadores. Ojo de Halcón es entonces patrocinado por su antiguo enemigo Iron Man, que ve en él serias intenciones acerca de convertirse en un héroe. Dirigido por el Capitán América, Ojo de Halcón se une al equipo junto con Quicksilver y la Bruja Escarlata para formar la segunda encarnación de los Vengadores. Casi inmediatamente, Ojo de Halcón hace enfrentamientos con sus compañeros Vengadores. Sus intenciones románticas hacia la Bruja Escarlata se reunieron con la hostilidad de su hermano, Quicksilver. Ojo de Halcón se rebela contra el liderazgo del Capitán América (debido a sus problemas del pasado con las figuras de autoridad), pero con el tiempo llega a respetarlo como un mentor y un amigo. Cuando el espadachín trató de unirse a los Vengadores, Ojo de Halcón les advirtió de su historia previa con el villano.
Ojo de Halcón disfruta de muchas aventuras con los Vengadores y demuestra ser un héroe en numerosas ocasiones. Sin embargo, cuando su arco se rompe durante un momento crucial en una batalla, Clint decide adoptar un nuevo traje e identidad al suceder a Hank Pym como el nuevo Goliat. Ojo de Halcón (como Goliath) fue abordado más tarde por su hermano Barney, que se había convertido en un gran delincuente. Barney se enteró de los planes de Egghead para construir un rayo de muerte láser en órbita para extorsionar dinero de los Estados Unidos y acudió a los Vengadores en busca de ayuda. Los Vengadores enfrentaron a Egghead y sus aliados, el Pensador Loco y el Amo de las Marionetas. Trágicamente, Barney murió en la batalla subsiguiente. (Más tarde se reveló que Barney Barton era en realidad un agente secreto del FBI.) Poco después de este encuentro, Egghead contrata al espadachín para capturar a Goliath (creyendo que es Hank Pym en lugar de Clint). Clint derrota y captura a ambos criminales, encontrando finalmente justicia para su hermano. Al finalizar la guerra Kree-Skrull, Clint retoma la identidad de Ojo de Halcón con un nuevo disfraz. Después de varias aventuras, Ojo de Halcón abandona a los Vengadores después de una amarga disputa con Visión sobre los afectos de la Bruja Escarlata. Ojo de Halcón vuelve a su traje original y ataca solo.
Durante un tiempo, Ojo de Halcón pasa de una aventura a la siguiente. Él intenta regresar a la Viuda Negra y brevemente lucha contra su amor actual, Daredevil. Ojo de Halcón más tarde ayuda a Hulk contra el monstruo Zzzax. Luego sigue a Hulk de vuelta a la mansión del Doctor Strange, donde después de una escaramuza, Ojo de Halcón se une al "no equipo" de los Defensores por un corto período. Regresa brevemente a Los Vengadores para asistir a la boda de la Visión y la Bruja Escarlata. Junto con Dos Pistolas Kid y Ghost Rider, Ojo de Halcón derrota al monstruo Mantícora.
Ojo de Halcón regresa a Los Vengadores cuando los miembros actuales del equipo comienzan a desaparecer misteriosamente. Los Vengadores restantes descubren que es el trabajo del Coleccionista de Ancianos del Universo. Después de que todos sus compañeros de equipo fueron derrotados, Ojo de Halcón derrota por sí solo al Coleccionista, y se une al equipo para la batalla final contra Korvac. Después, la victoria de Ojo de Halcón se desvanece cuando el nuevo enlace del gobierno de los Vengadores, Henry Peter Gyrich, limita la lista y lo reemplaza con Falcon, en un intento de hacer que el equipo sea más "políticamente aceptable". Después de inicialmente no encontrar trabajo en su identidad civil, Ojo de Halcón gana empleo en Empresas Tecnológicas Cross como Jefe de Seguridad. Defiende la compañía contra el villano shi'ar Ave de muerte, Mister Fear y sabotea un complot del empleado de CTE Ambrose Connors. Ojo de Halcón luego regresa a la mansión de los Vengadores varios meses después para una breve visita "inducida" por la heroína Dragón Lunar. antes de volver a unirse por un período sostenido. Ojo de Halcón regresa al Carson Carnaval of Traveling Wonders para ayudar a Marcella Carson, la hija del propietario, contra Taskmaster. Él derrota al villano con la ayuda de Ant-Man. Más tarde, Ojo de Halcón inadvertidamente se venga de la muerte de su hermano. El villano Egghead, habiendo sido expuesto para enmarcar a Henry Pym, intenta disparar a Pym pero Ojo de Halcón atraviesa el cañón del arma con una flecha. El arma es una pistola de energía y explota, matando a Egghead al instante.

### Matrimonio con Pájaro Burlón
Al volver a trabajar para Empresas Tecnológicas Cross como Jefe de Seguridad, Ojo de Halcón se encuentra con la exagente de SHIELD, Barbara "Bobbi" Morse, también conocida como la heroína, Pájaro Burlón. Juntos, descubren que Crossfire, primo del propietario original de la compañía, fue tramando un complot para destruir la comunidad de superhéroes a través de un arma sónica que inducen la agresión. Ojo de Halcón y Pájaro Burlón logran derrotarlo (aunque Ojo de Halcón se vuelve sordo cuando se utiliza una flecha sónica para contrarrestar el arma de fuego cruzado) y los dos héroes se casan poco después. Bajo la dirección de la silla de los Vengadores, Vision, Ojo de Halcón (ahora usando un audífono) y Pájaro Burlón viajan a Los Ángeles establecerá una sucursal de la costa oeste de los Vengadores, conocida como los Vengadores de la Costa Oeste. Mientras buscaban una base de operaciones, Ojo de Halcón y Pájaro Burlón luchan contra un vengativo Crossfire, que recientemente había salido de prisión. Logran vencer al supervillano, ayudado por la exactriz Moira Brandon, quien luego permite que su mansión se convierta en el nuevo Compuesto de Vengadores. En una de las aventuras de los Vengadores de la Costa Oeste, cuando el equipo se perdió en el tiempo, Pájaro Burlón fue secuestrada por un héroe del Viejo Oeste llamado Lincoln Slade, el Jinete Fantasma. El Jinete Fantasma droga a Pájaro Burlón, la convence de que están enamorados y la obliga a entablar una relación sexual. Pájaro Burlón pronto recupera sus sentidos. En la batalla resultante entre los dos, Pájaro Burlón permite que el Jinete Fantasma caiga en la muerte. Después, cuando Pájaro Burlón confiesa lo que ella hizo, Ojo de Halcón se queda atónito de que su esposa permita que un hombre muera en lugar de enfrentar la justicia. Su relación se deshilacha cuando Pájaro Burlón abandona los Vengadores de la Costa Oeste y se separa de Ojo de Halcón.
Ojo de Halcón es desafiado a un duelo a muerte por su antiguo mentor Trick Shot. Ojo de Halcón acepta a regañadientes el desafío y gana. Trick Shot revela que está muriendo de cáncer y quiere morir honorablemente en la batalla. Ojo de Halcón, en lugar de conceder el deseo de su antiguo mentor, promete financiar su atención médica. Más tarde, cuando Crossfire coloca una recompensa en el brazo derecho de Ojo de Halcón, Trick Shot (cuyo cáncer había entrado en remisión) regresa para ayudar a su antiguo alumno. Junto con Pájaro Burlón, los dos arqueros derrotan a un ejército de supervillanos que buscan reclamar la recompensa. Después de este altercado con Crossfire, Ojo de Halcón le dice a Pájaro Burlón que estaba equivocado al culparla por lo sucedido con el Jinete Fantasma. La pareja pronto se reconcilia. Después de recibir disparos mientras enfrentaba a delincuentes, Ojo de Halcón adopta una versión blindada de su traje para luchar contra las pandillas de Los Ángeles.
Los Vengadores de la Costa Oeste son atrapados en medio de una batalla sobrenatural entre Mefisto y Satannish, El equipo puede derrotar a los dos demonios y obligarlos a regresar a sus propios reinos. Sin embargo, Mephisto toma represalias disparando explosiones de energía en los Vengadores de la Costa Oeste que escapan. Pájaro Burlón se sacrifica para salvar a Ojo de Halcón y muere en los brazos de su esposo. Agriado por la muerte de Pájaro Burlón, Ojo de Halcón deja el equipo, que se disuelve casi inmediatamente después. Ojo de Halcón se aísla en las Montañas Rocosas canadienses para separarse del mundo. Él pronto se ve obligado a luchar contra el Imperio Secreto. Él logra derrotar a Viper, la líder del Imperio Secreto, y sus supervillanos contratados, Javelynn y su antiguo mentor Trick Shot.
Ojo de Halcón regresa a Los Vengadores justo antes de la batalla con la entidad Onslaught, en la que los Vengadores (incluido Ojo de Halcón) aparentemente son asesinados. Franklin Richards, sin embargo, los transportó a todos a un universo de bolsillo donde los héroes llevaron vidas alteradas. Los héroes finalmente aprendieron la verdad y fueron devueltos a su propio universo. La audición de Ojo de Halcón fue completamente restaurada porque, cuando Franklin Richards recreó a los héroes en el nuevo universo, los basó en cómo los recordaba.

### Thunderbolts
Ojo de Halcón se queda con los Vengadores para numerosas aventuras. Ayuda a los aprendices de Vengador Justice y Firestar a vencer a Taskmaster y a Albino. Ojo de Halcón más tarde renuncia a los Vengadores para asumir el liderazgo de la primera generación de los Thunderbolts, que se había separado de la influencia del Barón Helmut Zemo. Ojo de Halcón entrena al equipo a la manera del ex compañero de equipo Capitán América, y da forma al equipo en una unidad de lucha cohesiva. Los Thunderbolts toman amenazas como los Maestros del Mal, Graviton y el Scourge del Inframundo. Ojo de Halcón comienza una relación romántica con otro miembro de Thunderbolts, Moonstone, sobre quien Ojo de Halcón está demostrando ser una buena influencia. Más tarde, Ojo de Halcón y los Thunderbolts viajan al Infierno para salvar el alma de Pájaro Burlón. Vencen al demoníaco Mephisto, pero Ojo de Halcón no puede encontrar a su esposa. Para asegurarse de que sus Thunderbolts reciban perdones totales, Ojo de Halcón se deja arrestar en su lugar. Los crímenes del pasado de los Thunderbolts se borran con la condición de que se retiren de los heroicos disfrazados. El equipo acepta a regañadientes. Más tarde, cuando Ojo de Halcón salió de prisión, el equipo vuelve a unirse para derrotar a Graviton una vez más. Convencidos de que están listos para ser héroes por derecho propio, Ojo de Halcón entrega el liderazgo de los Thunderbolts a Citizen V (cuya mente estaba realmente bajo el control del barón Helmut Zemo) y se retira del equipo.

### Muerte y casa de M
Ojo de Halcón se une a Los Vengadores una vez más, y comienza una breve relación romántica con el miembro del equipo, la Avispa. También se embarca en algunas aventuras en solitario donde descubre un complot para robar un artefacto antiguo en Laos, e investiga el asesinato de un excoronel soviético. La Bruja Escarlata, enloquecida por sus poderes, a causa de una nave de guerra Kree que aparece en los cielos de Nueva York. Los Vengadores, sorprendidos por la aparición de la nave espacial, entran en combate. Durante la batalla, el carcaj de flechas de Ojo de Halcón se incendia. Sabiendo que las flechas explosivas iban a explotar más rápido de lo que podía eliminarlas, Ojo de Halcón vuela hacia los motores del buque de guerra Kree, destruyendo la nave espacial y sacrificándose para salvar a sus compañeros de equipo. Una versión pasada de Ojo de Halcón también es arrancada de tiempo por la Autoridad de variación de tiempo para servir como miembro del jurado en un caso que involucra a She-Hulk, ex compañera de equipo de los Vengadores. She-Hulk intenta advertir sin éxito a Ojo de Halcón sobre su futuro.

### Regreso y Nuevos Vengadores
Desconocido para los Nuevos Vengadores, Ojo de Halcón es resucitado una vez que la realidad fue restaurada. Busca al Doctor Strange, que ofrece refugio a Ojo de Halcón mientras llega a un acuerdo con su nueva vida. Contra el consejo del Dr. Strange, Ojo de Halcón finalmente viaja a la montaña Wundagore y descubre que la Bruja Escarlata vive una vida normal sin ningún recuerdo de su pasado y aparentemente sin habilidades mutantes. Los dos se vuelven íntimos y Ojo de Halcón luego deja a Wanda en su vida normal. Al volver a los Estados Unidos, Ojo de Halcón descubre el asesinato del Capitán América. Se enfrenta a Tony Stark, que luego ofrece el escudo y el traje de Ojo de Halcón el Capitán América para continuar el legado. Ojo de Halcón se inspira más tarde en las palabras de Kate Bishop, a quien conoció mientras ocultaba su identidad, y rechaza la oferta de Stark.
Ojo de Halcón regresa para ver al Dr. Strange y conoce a Los Nuevos Vengadores. El equipo invita a Ojo de Halcón a unirse al equipo. Ojo de Halcón acepta y acompaña al equipo en una misión a Japón para rescatar a Echo. Sin embargo, dejando atrás su identidad de Ojo de Halcón, Clint Barton toma el disfraz de Ronin. Echo, el Ronin original, más tarde le da a Barton su bendición para adoptar su antigua identidad. Clint luego se encuentra con Kate Bishop nuevamente, pero esta vez revela su verdadera identidad, para sorpresa de Kate. Impresionado con la habilidad de Kate con una reverencia, y el hecho de que ella le recuerda a sí mismo a su edad, Clint bendice a Kate para que continúe usando el nombre en clave de Ojo de Halcón.
Clint (como Ronin) era parte del equipo de Nuevos Vengadores que se dirigen a la Tierra Salvaje después de un aviso de Spider-Woman de que una nave Skrull había aterrizado allí. Al salir de la nave accidentado había una selección de héroes que afirmaban haber sido secuestrados, uno de los cuales era Pájaro Burlón. Clint cree que ella es la verdadera Pájaro Burlón hasta que el invento de Mr. Fantástico demuestre que los héroes de la nave Skrull fueron todos impostores. Más tarde, después de ganar la guerra por la Tierra, Clint se reencuentra con la verdadera Pájaro Burlón, que se reveló como cautiva por los Skrulls durante años.

### Reinado Oscuro y Siege
Clint intenta ayudar a Pájaro Burlón mientras intenta adaptarse a la vida en la Tierra. La acompaña a Zaragoza, España, para luchar contra Monica Rappaccini y las hordas de A.I.M. en un esfuerzo por desactivar una "bomba sucia" diseñada por el malvado grupo científico. A pesar de sus años de diferencia, Clint y Pájaro Burlón luchan con comodidad y comprensión. Se las arreglan para vencer a A.I.M. y frustrar su malvado complot.
Al final de la guerra de Skrull, S.H.I.E.L.D. se disuelve y Norman Osborn se coloca en el poder de la seguridad nacional. Osborn crea su propio equipo de Vengadores malvados robando las identidades vestidas de Vengadores anteriores. El asesino supervillano Bullseye se une al equipo y toma el manto de Ojo de Halcón. Viendo la cobertura de las noticias de los Vengadores en la televisión con el resto de los Nuevos Vengadores, Clint se queda atónito al ver los eventos que están teniendo lugar. Clint se desenmascaró en la televisión de la red y públicamente denuncia a Norman Osborn y su régimen. Más tarde es elegido como el líder de los Nuevos Vengadores y hace que derrocar a Osborn y Capucha desde el poder sea su prioridad número uno. Clint argumenta que la única forma de vencer a Osborn es matarlo, aunque el resto del equipo no está de acuerdo. Clint intenta asaltar la Torre de los Vengadores sin ayuda de nadie para lograr su objetivo. Él derrota a los Vengadores Oscuros, pero es capturado y arrestado cuando, después de no poder matar a Norman Osborn, es atacado por Ares. Clint fue encarcelado y torturado a manos de Mentallo. Luego fue liberado por sus compañeros de equipo y se disculpó por sus acciones.
Clint ayuda al Capitán América, Falcon y Viuda Negra mientras luchan contra Cráneo Rojo y sus secuaces para rescatar a Sharon Carter y al desplazado en el tiempo Steve Rogers. Más tarde, el Capitán América lidera a los Nuevos Vengadores (incluido Clint) contra las fuerzas de Norman Osborn mientras intentaban asediar a Asgard.

### Era Heroica
Después de los eventos de Siege, Steve Rogers reúne un nuevo equipo de Vengadores. Clint se une al equipo y vuelve a su identidad de Ojo de Halcón. (aunque anima a Kate Bishop a mantener la identidad de Ojo de Halcón también). Él y Pájaro Burlón también son miembros de los Nuevos Vengadores, aunque Ojo de Halcón más tarde deja los Nuevos Vengadores cuando recibe una llamada de prioridad de Vengadores del equipo principal, alegando que solo estaba allí para pasar tiempo con su esposa.
Ojo de Halcón ayuda a Pájaro Burlón y su organización antiterrorista, la Agencia Mundial de Lucha contra el Terrorismo. Juntos, frustran la operación ilegal de armas de Crossfire, y se encuentran con el descendiente de Lincoln Slade, Jaime Slade, quien más tarde se convertirá en el nuevo Jinete Fantasma. Crossfire y el nuevo Jinete Fantasma se alían para luchar contra los héroes. Esta pelea tiene sus víctimas con la madre de Pájaro Burlón gravemente herida y la muerte de Hamilton Slade, ambos a manos de Crossfire. Ojo de Halcón deja la WCA cuando queda claro que su relación con Pájaro Burlón se ha vuelto demasiado tensa. Sin embargo, él se reúne rápidamente después de ser informado por Steve Rogers que una lista de asesinatos de espías internacionales incluye a Pájaro Burlón.
Ojo de Halcón y Pájaro Burlón se unen con la Viuda Negra para enfrentarse al misterioso nuevo Ronin y la Sociedad del Océano Oscuro. Más tarde se revela que el nuevo Ronin era Alexei Shostakov, el ex Guardián Rojo y exmarido de la Viuda Negra. Durante la batalla final con el nuevo Ronin, Ojo de Halcón recibe un fuerte golpe en la cabeza. Cuando se gana la batalla, le asegura a Pájaro Burlón y a Viuda Negra que no sufrió malos efectos por el golpe. El golpe en la cabeza que recibió Ojo de Halcón demuestra ser más serio de lo que se pensaba. Mientras luchan contra la Legión Letal con los Vengadores, el objetivo de Ojo de Halcón es vacilar. Después de la batalla, Tony Stark, Donald Blake y Steve Rogers examinan a Ojo de Halcón para descubrir qué lo está causando. Su diagnóstico es que Ojo de Halcón está perdiendo constantemente la vista y pronto se quedará ciego. Iron Man le proporciona a Ojo de Halcón tecnología que debe detener la ceguera. Más tarde, Trick Shot llega a la Torre de los Vengadores al borde de la muerte. Trick Shot le dice a Ojo de Halcón que fue forzado a entrenar a otro arquero, uno que era tan bueno como Ojo de Halcón, antes de morir en sus brazos. Ojo de Halcón fue emboscado más tarde por su hermano Barney (que se reveló que había sido entrenado por Trick Shot) que ahora se conoce con el nombre de Trickshot. Barney logra someter a Ojo de Halcón y traerle el Barón Zemo. El Barón Zemo hizo que los hermanos se batieran en duelo a muerte. Ojo de Halcón (a pesar de quedar ciego por una lesión anterior con el tercer Ronin) logró el mejor Trickshot en la batalla. Antes de teletransportarse, el Barón Zemo transfirió los fondos criminales de Trickshot al "vencedor" Ojo de Halcón, y luego se burló del héroe por volver a su hermano contra él. Mientras estuvo bajo custodia, Trickshot aceptó un trasplante de médula ósea para salvar la vista de su hermano, pero solo para poder combatir con Ojo de Halcón nuevamente en el futuro.

### Héroes destrozados
Siguiendo la historia de Miedo Encarnado, la Academia Vengadores se reabre en Palos Verdes en la antigua sede de Vengadores de la Costa Oeste, donde Barton acepta una oferta para convertirse en profesor. El personaje recibe un nuevo disfraz en Avengers vol. 4, n.º 19 (noviembre de 2011). Cullen Bunn, escritor del Capitán América y Hawkeye, declaró que el traje fue influenciado ligeramente por The Avengers. En 2012, Ojo de Halcón se convierte en el líder de los Vengadores secretos. El 2012, aclamado por la crítica Hawkeye vol 4 de sola serie, se entra en Hawkeye defender un edificio de apartamentos de la mafia rusa con la ayuda de Kate y su hermano Barney.
Hawkeye se convirtió en miembro de los Nuevos Vengadores liderados por Sunspot a petición de S.H.I.E.L.D., que desconfían de las actividades de Sunspot y quieren que Clint las espíe. Sin embargo, durante un conflicto, Hawkeye es despedido de S.H.I.E.L.D. debido a la decisión de alinearse con los Nuevos Vengadores en su contra y siguiendo la traición de Songbird al equipo como agente doble de S.H.I.E.L.D.

### Civil War II
Durante la historia de Civil War II, Hawkeye le dispara a Bruce Banner en la cabeza con una flecha a la luz de la visión de Ulises de un Hulk furioso parado sobre los cadáveres de los superhéroes muertos. Durante el juicio presidido por los Vengadores, Hawkeye declaró que Bruce Banner se le acercó y le pidió a Hawkeye que lo matara si volvía a ser Hulk. Es absuelto de todos los cargos y sus acciones dividieron fuertemente a la comunidad de superhéroes en el conflicto de Ulises.

### Vengadores Ocupantes
Después de Civil War II, Clint comienza a viajar por el país y se concentra en ayudar a los desfavorecidos con problemas basados en la comunidad en un esfuerzo por redimir sus acciones del evento, comenzando con el suministro de agua en Santa Rosa. Finalmente obtiene la ayuda del Lobo Rojo de la Tierra-51920 para ayudarlo a luchar por aquellos que no pueden defenderse.

### Imperio Secreto
Después de que Capitán América lidera la toma de posesión de Hydra como parte de la historia del "Imperio Secreto", Hawkeye es uno de los líderes de los pocos héroes que quedan en la Tierra (otros están atrapados fuera de la atmósfera terrestre, atrapados en Nueva York detrás de un escudo de Fuerza Oscura o trabajando con Hydra). Después de que Rick Jones puede enviar información a los héroes que revela que el Capitán América ha sido "lavado de cerebro" por el Cubo Cósmico, Kobik para creer que ha sido un agente de Hydra desde la infancia, Hawkeye es uno de los héroes que está a favor de la idea de pueden recuperar el cubo fragmentado y usarlo para restaurar a Rogers a la normalidad, en oposición al plan de Viuda Negra de matar a Rogers y detenerlo. A pesar de sus puntos de vista opuestos, Hawkeye vuelve a enamorarse de la Viuda Negra y está devastado por su supuesta muerte a manos del malvado Steve Rogers.

### Tales of Suspense
Poco después de la supuesta muerte de Natasha, varios de sus enemigos han sido asesinados. Hawkeye y Soldado del Invierno comienzan a investigar el rastro de los cuerpos que quedan para descubrir al misterioso asesino y determinar si Viuda Negra aún está viva.

## Habilidades y equipamiento
Si bien Hawkeye no posee poderes sobrehumanos (con la excepción del período en el que usa partículas Pym para convertirse en Goliat), se encuentra en la cima del condicionamiento humano. Él es un esgrimista excepcional, acróbata y tirador, habiendo sido entrenado desde la infancia en el circo y por los criminales Trick Shot y Espadachín. Esto incluye una fuerza considerable, como descubrió un supervillano cuando trató de utilizar el arco de 113 kilos de fuerza del superhéroe (1.100 newtons) y descubrió que no podía retirar la cuerda para lanzar una flecha.
Hawkeye también ha sido entrenado completamente por el Capitán América en tácticas, artes marciales y combate cuerpo a cuerpo. Hawkeye sobresale en el uso de armas a distancia, especialmente el arco y la flecha. En su papel de Ronin, Barton muestra una gran habilidad con la katana y otras armas cuerpo a cuerpo. Se ha ganado la reputación de ser capaz de "convertir cualquier objeto en un arma", y se le ha visto utilizando elementos como platos de estaño, monedas, palos y otros objetos con gran efecto contra sus enemigos.
Hawkeye también es conocido por usar un "Ciclo del cielo" como su modo de transporte. El Sky-Cycle está diseñado a partir de una moto de nieve comercial y está equipado con tecnología antigravitacional. Es operado por voz y tiene un sistema de dirección de piloto automático. El Sky-Cycle original fue hecho a medida para Hawkeye por Jorge Latham mientras trabajaba para Empresas Tecnológicas Cross. Latham fue empleado más tarde por los Vengadores de la Costa Oeste y construyó varios más.

## Otras versiones

### Era de Apocalipsis
En la línea de tiempo de Era de Apocalipsis, Hawkeye se mudó a Europa y fue piloto del Human High Council, piloteando a Tony Stark cuando fue a buscar a Don Blake después de una misión en Wakanda.

### Marvel Zombies
En la serie de Marvel Zombies, Magneto le corta la cabeza con el escudo del Capitán América. Pero su cabeza es encontrada 40 años después, en Marvel Zombies 2, totalmente amnésico. Supuestamente muere por intentar confrontar al hambriento Hulk, pero en realidad sobrevive.

### MC2
En el universo de MC2, Hawkeye se retiró debido a su ceguera, pero continúa sirviendo como entrenador de combate para nuevos héroes.

## Otros medios

### Televisión
- Hawkeye aparece en la serie animada de televisión The Marvel Super Heroes (1966), con la voz de Chris Wiggins y Paul Soles.
- Hawkeye aparece como un personaje regular en Iron Man, con la voz de John Reilly.[106]
- Hawkeye tiene un breve cameo como Goliath en el episodio de Los Cuatro Fantásticos "To Battle the Living Planet".
- Hawkeye aparece en The Avengers: United They Stand, con la voz de Tony Daniels.
- Hawkeye aparece en The Super Hero Squad Show, con la voz de Adrian Pasdar.[106]
- Hawkeye aparece en The Avengers: Earth's Mightiest Heroes del 2009, con la voz de Chris Cox.[107]
- Hawkeye aparece en los capítulos de la segunda temporada de Iron Man: Armored Adventures, con la voz de Andrew Francis[106] como "El Halcón y la Araña", "Iron Man 2099", "La Invasión Makluan Parte 1: Aniquilar!" y "La Invasión Makluan Parte 2: Unidos!".
- Hawkeye aparece en Los Vengadores Unidos del 2013, reproducido por Troy Baker.[108] En la cuarta temporada, se ausenta, pero regresará.
- Hawkeye aparece en Ultimate Spider-Man, con la voz de Troy Baker:[109]
  - En la segunda temporada, episodio 5: "Ojo de Halcón", aparece siendo llamado por Nick Fury, en enfrentar al Escarabajo, pero luego él y Spider-Man quedan unidos en la batalla.
  - En la tercera temporada sale en "El Hombre Araña Vengador, Parte 1 y 2", aparece con los Vengadores al invitar a Spider-Man a su equipo, luego de que Loki y el Doctor Octopus causan estragos, en "Academia S.H.I.E.L.D." aparece de cameo como instructor en el Triskelion, en "Pesadilla en las fiestas", aparece en el futuro incierto de Spider-Man, al lado de Nova, al ser capturados por el Rey Duende, en "En busca de burritos", aparece nuevamente como instructor en entrenar a Spider-Man y los Nuevos Guerreros y en "Concurso de Campeones, Parte 3", aparece al formar equipo con Thor, A-Bomb y She-Hulk, equipo con el Coleccionista para enfrentar a Annihilus, Attuma y Terrax, equipo del Gran Maestro, pero al final son derrotados por estos y en la "parte 4", aparece cuando lucha con el Capitán América contra el Hombre Absorbente, Skurge, Titus y el Doctor Octopus, hasta ser liberado por Spider-Man en una cápsula.
- También aparece en la serie animada de TV, Hulk y los agentes de S.M.A.S.H. de la segunda temporada del 2015, "Guardianes de la Galaxia", como un Skrull, al traer a los Hulks a una trampa.
- Hawkeye aparece en la serie animada de televisión Guardianes de la Galaxia, con la voz de Troy Baker.[106]
- Hawkeye aparece como un personaje recurrente en Marvel Disk Wars: The Avengers, con la voz de Eiji Takemoto.
- Clint Barton aparece en la serie de acción en vivo Hawkeye (ambientada en Marvel Cinematic Universe) que se estrenó en Disney+ con Jeremy Renner repitiendo su papel al pasar el manto de Hawkeye a Kate Bishop,[110] una niña de 22 años que es una gran fan suya.
- Jeremey Renner volverá a interpretar su papel en la serie animada de Disney+, What If...?[111]

### Películas

#### Animación
- En la película del 2008, el hijo de Mockingbird y Hawkeye, Francis, aparece en el largometraje animado Next Avengers: Heroes of Tomorrow. Hawkeye lideró una resistencia contra Ultron hasta su muerte a manos de Ultron, lo que provocó que Francis tomara el manto y la posición de su padre.
- Hawkeye aparece en la película de anime Iron Man: Rise of Technovore,[112] reproducida por Troy Baker.
- Hawkeye aparece en la película de anime Avengers Confidential: Black Widow & Punisher,[113] con la voz de Matthew Mercer sin acreditar.

#### Acción en vivo
La contraparte de la película, Hawkeye es interpretado por Jeremy Renner, lleva muchos elementos de su contraparte definitiva tanto en su vestuario como en ciertos aspectos de su pasado, como el hecho de que era un ser humano normal "con un conjunto de habilidades muy alto" y una familia. Está casado con una mujer llamada Laura Barton y tiene dos hijos, Cooper y Lila. Viven en una granja en gran parte autosuficiente fuera de la red y fuera de los registros de S.H.I.E.L.D., como parte de un acuerdo de Nick Fury para mantener a Laura y a los niños a salvo.
Barton creció en una granja y finalmente se convirtió en un agente de S.H.I.E.L.D. y en una misión se le asignó asesinar a Natasha Romanoff, pero él se negó a matarla y en cambio la llevó a S.H.I.E.L.D., donde se convirtió en una de sus mejores amigas y compañeras de campo, dos en muchas misiones en Budapest, Abidján y otros lugares. De acuerdo con los registros de personal de S.H.I.E.L.D., el dúo era miembro de S.T.R.I.K.E. y designado "Equipo Delta". A diferencia de su contraparte Ultimates, Romanoff está cerca de los Bartons y los niños la llaman "Tía Nat". El historial completo de Barton en el MCU es generalmente desconocido o ambiguo, ya que no fue sometido a las visiones y los sueños inducidos por la Bruja Escarlata como los otros Vengadores estaban en Avengers: Age of Ultron.

##### Thor
Hace un cameo en la película Thor (2011), donde fue enviado a Nuevo México después de que se descubrió el martillo de Thor y se le asignó como el tirador para sacar al asgardiano mientras este último derribaba a los agentes de S.H.I.E.L.D.

##### The Avengers
Reaparece en la película The Avengers (abril de 2012), dirigió los detalles de protección asignados para proteger al equipo de científicos del Tesseract y Erik Selvig. Él y la mayoría de sus hombres fueron lavados por Loki para que cumpliera sus órdenes hasta que Viuda Negra lo golpea en la cabeza y lo libera del control de Loki. Decidido a vengarse de Loki y vengar la muerte de Coulson y otros agentes de S.H.I.E.L.D., se une a Tony Stark, Steve Rogers y Romanoff se mantienen firmes contra el ejército Chitauri de Loki antes de que lleguen Bruce Banner y Thor. Hawkeye sirvió como su "ojo en el cielo" y disparó una flecha explosiva a Loki, incapacitándolo lo suficiente para ser capturado. Después de que Loki es repatriado a Asgard, los seis se convierten en parte de la "Iniciativa Vengadores" iniciada por Coulson. Al final, el grupo tomo caminos separados.

##### Avengers: Age of Ultron
En el 2015, Ojo de Halcón apareció en la película Avengers: Age of Ultron, Hawkeye contribuyó en el ataque a la base HYDRA pero fue distraído por el metahumano Quicksilver. Él está herido en la pelea y Tony Stark le pide un favor a su amiga Helen Cho, que usa una máquina para regenerar tejidos y acelerar la curación. Durante la confrontación con Ultron y los gemelos Maximoff en Sudáfrica, Hawkeye es el único vengador que no es víctima de la hipnosis de la Bruja Escarlata, ya que la incapacitó con una flecha eléctrica antes de que pudiera usar sus poderes sobre él, afirmando que "no era un fan" de "todo el control mental", refiriéndose a su experiencia en The Avengers. Debido a las manipulaciones de Ultron y la Bruja Escarlata, el equipo cae en desorden, lo que terminó con Hulk y Iron Man luchando a la vista de la población civil. Hawkeye lleva al equipo a su granja en busca de refugio y los presenta a su familia mientras se reagrupan y descansan. En Sokovia, al equipo se les unen los Maximoff, que se han vuelto contra Ultron, y Hawkeye le asegura a una Bruja Escarlata abrumada que use sus poderes para luchar junto a los Vengadores. Cuando intenta salvar a un niño del quinjet de Ultron, es rescatado por Quicksilver, quien murió en el proceso. Después de la batalla, deja a los Vengadores para regresar a casa con su familia y su tercer hijo nace poco después. Nombró a su hijo Nathaniel Pietro Barton por Natasha Romanoff y Quicksilver.

##### Capitán América: Civil War
En el 2016, regresa en Captain America: Civil War. Barton es llamado a salir del retiro por Capitán América para ayudarlo en el conflicto de los Acuerdos de Sokovia. Ayuda a Bruja Escarlata a escapar de Visión y recluta a Ant-Man (Scott Lang) para unirse al Capitán América. Se ve obligado a luchar contra Iron Man, Pantera Negra y su compañera, Romanoff. Después de la lucha de ambos bandos, es capturado junto con la mayoría del equipo del Capitán América y encarcelado en La Balsa, donde más tarde son rescatados por el mismo Capitán América.

##### Avengers: Infinity War
En el 2018, Renner dijo inicialmente que aparecería en Avengers: Infinity War, pero no hizo el corte teatral. Durante los eventos de esa película, para no perder a su familia, Hawkeye llegó a un acuerdo con el gobierno para ser puesto bajo arresto domiciliario por ir en contra de los Acuerdos de Sokovia en lugar de ser devuelto a la Balsa.

##### Avengers: Endgame
En el 2019, regresa en Avengers: Endgame. Su traje tiene un gran parecido con su identidad Ronin de los cómics, lo que implica que puede haber tomado el manto.
Al comienzo de la película, él es testigo de la desintegración de su familia como resultado de las acciones de Thanos para su sorpresa y confusión, mientras se encontraba bajo arresto domiciliario por violar los acuerdos de Sokovia. Cinco años después de la derrota de los Vengadores por parte de Thanos, Clint ahora opera como un despiadado vigilante con temática de samurai en Tokio bajo el alias de Ronin, matando a múltiples Yakuzas hasta que es confrontado por su vieja amiga Natasha Romanoff, quien le dice que aun hay esperanzas de revertir las acciones de Thanos. Clint se une a los Vengadores y ofrece como sujeto de pruebas en la máquina del tiempo usando el Reino Cuántico ahora con una pequeña modificación realizada por Stark para estabilizar el viaje en el tiempo, ya que cuando lo intentaron primera vez en Scott Lang antes de la intervención de Tony en el proyecto terminó saliendo terriblemente mal, cuando realiza la prueba Clint es transportado 6 años en el tiempo hasta su granja y traído de regreso al mismo momento de su partida sin problemas. Finalmente durante el asalto en el tiempo en su búsqueda de las Gemas para deshacer las acciones de Thanos, este y Romanoff acaban llegando al planeta Vormir en el año 2014 para obtener la Gema del Alma. En eso el guardián de la Gema, Red Skull les advierte que la Gema solo podía obtenerse sacrificando a un ser amado, por lo que Barton y Romanoff se meten en una pelea para saber quién de los dos se sacrificará por la Gema, con Clint perdiendo ante ella. Por ello, Romanoff se sacrifica y Clint obtiene la gema pero se lamenta por la muerte de Natasha y se reúne con los héroes restantes hasta que son emboscados por el Thanos de 2014 y participan en batalla final contra el Thanos de 2014, con Stark sacrificándose para salvar a la Tierra de Thanos. Después de terminar la guerra, Barton lamenta la muerte de sus dos mejores amigos Stark y Romanoff, justo antes de reunirse con su familia en su casa, y asistir al funeral de Stark junto a ellos, pero nunca olvidará los momentos que pasaron juntos.

### Videojuegos
- Hawkeye es un personaje jugable en el videojuego Spider-Man: The Video Game.
- Hawkeye es un personaje jugable en Captain America and The Avengers.
- Hawkeye aparece como un personaje de apoyo en Venom/Spider-Man: Separation Anxiety.
- Los malvados clones de Hawkeye aparecen como enemigos en Marvel Super Heroes: War of the Gems.
- Hawkeye aparece como un personaje jugable en la versión PSP de Marvel: Ultimate Alliance,[122] interpretada por Nolan North. También aparece en la versión descargable de Xbox 360 "Heroes and Villains".
- Hawkeye es un personaje jugable en el juego de lucha crossover Ultimate Marvel vs. Capcom 3,[123] con Chris Cox repitiendo su papel de The Avengers: Earth's Mightiest Heroes.
- Hawkeye es un personaje jugable en Marvel Super Hero Squad Online.
- Hawkeye es un personaje jugable en el juego de Facebook Marvel: Avengers Alliance.
- Hawkeye aparece como un personaje jugable en el juego de lucha de 2012 Marvel Avengers: Battle for Earth.
- Hawkeye está disponible como contenido descargable para el juego LittleBigPlanet, como parte de "Marvel Costume Kit 6".[124]
- Hawkeye es un personaje jugable en el MMORPG Marvel Heroes. Chris Cox nuevamente repite el papel.[125]
- Hawkeye es un personaje jugable en Lego Marvel Super Heroes,[126] interpretado por Troy Baker.[106]
- Hawkeye es un personaje jugable en el juego 2014 de iOS Marvel: Contest of Champions.
- Hawkeye es un personaje jugable en Marvel Avengers Alliance Tactics.

- Hawkeye aparece en Disney Infinity: Marvel Super Heroes y Disney Infinity 3.0, con Troy Baker repitiendo su papel.
- Hawkeye es un personaje jugable en Marvel: Future Fight.
- Hawkeye es un personaje jugable en Lego Marvel's Avengers, con la voz de Jeremy Renner.
- Una versión adolescente de Hawkeye aparece en Marvel Avengers Academy, con la voz de Gustavo Sorola.
- Hay cuatro versiones jugables de Clint Barton como Hawkeye en el juego móvil match-three Marvel Puzzle Quest, cuyas dos versiones más recientes se agregarán al juego en marzo de 2017.[127]
- Hawkeye aparece como un personaje jugable en Marvel vs. Capcom: Infinite, con la voz nuevamente de Chris Cox.[128][129]
- Hawkeye es un personaje jugable en  Marvel Avengers.
- Hawkeye es una carta jugable en el juego de cartas Marvel Snap